# الواسطة (وشحة)

تعديل مصدري - تعديل

الواسطة هي إحدى قرى عزلة بني هني بمديرية وشحة التابعة لمحافظة حجة، بلغ تعداد سكانها 238 نسمة حسب تعداد اليمن لعام 2004.